# Беловска гробница
Беловската гробница е подмогилно гробно съоръжение датиращо от Античността, открито и археологически проучено през юни 1942 година, при строежа на участък от пътя София – Пловдив, днешното шосе Е-80, край град Белово.

## Описание и особености
Този археологически обект е добре познат на траколозите, благодарение на статията на д-р Иван Велков, публикувана през 1942 година в Годишник на Народния археологически музей София, книга VІІ. Гробницата е разрушена, като до наши дни от нея е запазен само един фрагмент, изложен в двора на Музейната сбирка в град Белово. В експозицията може да се види и макет на паметника – във вида, в който е документиран от д-р Велизар Велков.

### Местоположение
Точното местоположение на гробницата не е документирано. Д-р Велизар Велков посочва местността, в която се е намирало съоръжението, която е била известна като „Изворите“ и се намирала на няколко километра от тогавашното село Малко Белово, днес квартал на град Белово. На въпросното място тракийското поле срещало полите на Родопа планина. Непосредствено на север от гробницата е съществувал голям извор, чиято вода се вливала на север в течащата наблизо река Марица. Според д-р Йордан Илиев, това описание на гробницата свидетелства, че обектът се е намирал в съвременната местност „Топлата вода“, отстояща на 1 km източно от квартал Малко Белово, южно от пътя Белово – Пазарджик, където в наши дни съществува горски разсадник и параклис, до които в близост се намира съвременно гробище. Съоръжението не е било част от тракийски могилен некропол, тъй като тогавашните изследователи не се съобщават за други могили в близост. В близката околност са открити и други археологически паметници от античността. На няколко километра на север от вероятното място на тази гробница са разположени т.нар. Емпорион Пистирос (в местността „Аджийска воденица“ при град Ветрен) и Ветренската гробница (край местността „Деветте чучура“ също край Ветрен).

## Архитектура
Гробницата се е състояла само от едно-единствено помещение с кръгъл план – толос. Конструкцията била псевдоизодомна, изградена от добре обработени сиенитни блокове, свързани чрез железни скоби, залети с олово. Тя имала вътрешно и външно лица, образувани от успоредно наредени добре обработени каменни блокове с пълнеж от необработени камъни с различни размери.
Подът бил настлан с плочи, от сиенит, в правилни редове. Диаметърът от вътрешната страна бил измерен на 4,65 m, а със стените – 5,30 m. Входът на съоръжението е бил от запад. Мястото за врата, каквато липсвала и не била открита при разкопките, било широко 1,05 m. Предположено е съществуването на покритие с кошеровиден купол. Срещу входа в гробницата имало саркофагоподобно гробно легло, изградено също от едрозърнест сиенит, но в него липсвали следи от извършено погребение. Близо до гробницата били открити следи от пепел и глинен съд, но във вътрешността ѝ не били намерени никакви артефакти.